# Newlyn
Newlyn es un poblado situado en el condado de Cornualles, en Inglaterra (Reino Unido), con una población en 2015 de 3557 habitantes.
Se encuentra ubicado al oeste de la península del Suroeste, cerca del extremo de esta, y de la orilla del canal de Brístol y del canal de la Mancha (océano Atlántico).